# Luge nos Jogos Olímpicos de Inverno de 1994
O luge nos Jogos Olímpicos de Inverno de 1994 consistiu de três eventos: dois individuais (masculino e feminino) e um em duplas mistas. Foram realizados na Hunderfossen em Lillehammer, na Noruega, entre 13 e 18 de fevereiro.

## Medalhistas
| Evento                        | Ouro                                   | Prata                                   | Bronze                                   |
| ----------------------------- | -------------------------------------- | --------------------------------------- | ---------------------------------------- |
| Individual masculino detalhes | Georg Hackl GER Alemanha               | Markus Prock AUT Áustria                | Armin Zöggeler ITA Itália                |
| Individual feminino detalhes  | Gerda Weissensteiner ITA Itália        | Susi Erdmann GER Alemanha               | Andrea Tagwerker AUT Áustria             |
| Duplas detalhes               | Kurt Brugger Wilfried Huber ITA Itália | Hansjörg Raffl Norbert Huber ITA Itália | Stefan Krausse Jan Behrendt GER Alemanha |

## Quadro de medalhas
| Ordem | País         | Medalha de ouro | Medalha de prata | Medalha de bronze |   |
| ----- | ------------ | --------------- | ---------------- | ----------------- | - |
| 1     | ITA Itália   | 2               | 1                | 1                 | 4 |
| 2     | GER Alemanha | 1               | 1                | 1                 | 3 |
| 3     | AUT Áustria  |                 | 1                | 1                 | 2 |
| TOTAL | TOTAL        | 3               | 3                | 3                 | 9 |